# دهه ۹۹۰ (پیش از میلاد)
دهه ۹۹۰ (پیش از میلاد) ۹۹مین دهه قبل از مبدا شروع تقویم میلادی است.